# Assura (Versicherung)

Ehemaliges Logo

Die Assura mit Sitz in Pully ist eine auf die Krankenversicherung spezialisierte Schweizer Versicherungsgesellschaft. Sie zählt rund 1'102'000 Versicherte und erzielte 2017 Prämieneinnahmen von 3,4 Milliarden Schweizer Franken. Das Kerngeschäft der Assura bildet die Grundversicherung nach dem Krankenversicherungsgesetz sowie Zusatzversicherungen.

## Geschichte
Das Unternehmen wurde 1978 in der Rechtsform einer Stiftung in Pully gegründet und zählte anfänglich 8 Mitarbeiter und 430 Versicherte. Ende der 1980er Jahre eröffnete die Assura Niederlassungen in Genf (1987), Neuenburg (1988) und Freiburg (1989). Mit der Eröffnung einer Niederlassung in St. Gallen 1993 expandierte die Assura erstmals in die Deutschschweiz. Danach folgten weitere Niederlassungen in Zürich (1994), Bern (1995), Basel, Luzern und im Tessin (1996). 2001 wurde für den Geschäftsbereich der Zusatzversicherungen die Assura S.A. gegründet.
Im November 2012 unterstellte die Eidgenössische Finanzmarktaufsicht die Assura SA zusammen mit weiteren Gesellschaften desselben Konzerns der Gruppenaufsicht, suspendierte die Verwaltungsräte der Gesellschaften und setzte einen Beauftragten als Organ ein.
Im Jahr 2022 begann eine Kooperation mit der PostNetz AG der Schweizerischen Post, um Krankenversicherungen auch über die Postfilialen zu vertreiben.

## Die Assura in Zahlen
- 1'014’000 Versicherte (Grundversicherung)
- 503’000 Versicherte (Zusatzversicherung)
- 1'238 Mitarbeitende in den Niederlassungen und am Hauptsitz
- 16 Niederlassungen in der ganzen Schweiz
- 1978: Gründung der Assura
- 1989: Gründung der Assura SA für den Verkauf von Zusatzversicherungen nach VVG
- 2018: Assura Basis überschreitet eigenen Angaben zufolge im Laufe ihres 40. Jubiläums die Marke von 1 Million Versicherten nach KVG

## Boykott durch Ärzteschaft
Zahlreiche Ärzte des Netzwerks Argomed verweigerten 2013 die Aufnahme neuer Patienten, wenn diese bei der Assura versichert waren. 2015 schloss Assura jedoch Managed-Care-Verträge mit Argomed-Netzwerken ab, zunächst in den Kantonen Aargau, Solothurn und Luzern.